# 대성신용개발은행
대성신용개발은행(Daesong Credit Development Bank)은 조선민주주의인민공화국의 은행이다. 고려글로벌신탁은행(Koryo Global Trust Bank)으로 불리기도 했다.
2005년 6월 홍콩 사업가 조니 혼이 경영하는 영국의 글로벌 그룹과 조선민주주의인민공화국의 고려은행이 자본금을 각각 70대 30의 비율로 공동투자하며 고려글로벌신용은행(Koryo Global Credit Bank)이라는 이름으로 세워졌다. 유럽에서는 독일의 상업은행인 헬라바와 처음으로 외국환 거래은행 서비스를 제공했다. 2008년에 고려신용개발은행(Koryo Credit Development Bank)으로 이름을 바꾸었으며, 이후 현재의 이름으로 다시 바꾸었다. 현재는 영국 글로벌 그룹이 사업에서 철수한 것으로 알려져 있다. 2017년 4월에는 조선민주주의인민공화국 주민들을 상대로 신탁사업을 하며 연간 7% 이상의 높은 수익률을 제시하고 있다는 것이 알려졌다.
2016년 12월 미국 재무부는 조선민주주의인민공화국의 제5차 핵 실험과 무기 개발을 지원한 혐의로 대성신용개발은행을 금융거래 제재 대상에 포함시켰으며 12월 2일에 대한민국 정부는 조선민주주의인민공화국의 자금 확보에 기여하는 단체와 개인을 제재하고자 독자 제재조치를 발표하고 불법 금융거래와 연관된 대성신용개발은행을 제재 대상에 포함시켰다. 2017년 3월 17일에는 SWIFT에서 대성신용개발은행을 차단했으며, 8월 5일에 유엔 안전 보장 이사회는 외화 조달을 통해 조선민주주의인민공화국의 핵무기와 미사일 개발을 지원한 단체와 개인들을 제재하고자 유엔 안전 보장 이사회 결의 제2356호를 채택하며 대성신용개발은행을 제재 대상에 추가해 자산을 동결시켰다.

## 같이 보기
- 대동신용은행: 홍콩 페레그린 사와의 합작은행이다.
- 조선통일발전은행: 홍콩 루비홀딩스 사와의 합작은행이다.